# Singapura nos Jogos Olímpicos de Verão de 1948
Singapura participou dos Jogos Olímpicos de Verão de 1948 em Londres, no Reino Unido. Nesta participação, o país não conquistou nenhuma medalha.